# Lionn
José Lionn Barbosa de Lucena (sinh ngày 29 tháng 1 năm 1989), được biết đến với tên ngắn gọn là Lionn, là một cầu thủ bóng đá chuyên nghiệp người Brasil thi đấu ở vị trí hậu vệ biên.